# Frances Cuka
Frances Cuka, född 21 augusti 1936 i London, död 16 februari 2020 i Hampstead, London, var en brittisk skådespelare. Cuka medverkade bland annat i En spökhistoria (1970), Förnuft och känsla (1971), Henrik VIII och hans sex hustrur (1972), Oliver Twist (2005) och Friday Night Dinner (2011–2018). 

## Filmografi i urval
- 1967 – Sir Arthur Conan Doyle (TV-serie)
- 1970 – En spökhistoria
- 1971 – Förnuft och känsla
- 1972 – Henrik VIII och hans sex hustrur
- 1974 – Miss Nightingale (TV-film)
- 1990 – I de månbelysta bergens skugga
- 1992 – Ruth Rendell Mysteries (TV-serie)
- 1997 – Snövit: En skräcksaga
- 2001–2003 – The Bill (TV-serie)
- 2004 – Rosemary & Thyme (TV-serie)
- 2005 – Oliver Twist
- 2006–2009 – Casualty (TV-serie)
- 2011–2018 – Friday Night Dinner (TV-serie)
- 2012–2014 – Holby City (TV-serie)